# Eishockey-Gruppenliga 1963/64
Die Saison 1963/64 der Eishockey-Gruppenliga war die dritte Spielzeit der dritthöchsten deutschen Eishockeyliga. Neuling Münchener EV 1883 sicherte sich die Meisterschaft und marschierte damit direkt in die Oberliga durch. Zur Saison 1964/65 wurde die Gruppenliga erneut aufgestockt, so dass keine Mannschaft in die Ligen der Landesverbände absteigen musste.

## Teilnehmer
| Nord - Altonaer SV - BFC Preussen Berlin - EC Deilinghofen - Essener RSC - Hamburger SC - EC Hannover - Blau-Weiß Wickede (Neuling) | Süd - EV Herrsching - Münchener EV 1883 (Neuling) - EV Pfronten - ERV Ravensburg - EV Rosenheim - SC Weßling - SC Ziegelwies (Absteiger) |

## Modus
Die Vorrunde der Liga wurde in zwei regionalen Gruppen ausgetragen. Die jeweils sieben Mannschaften jeder Gruppe spielten eine Einfachrunde, sodass jeder Verein jeweils ein Heim- und ein Auswärtsspiel gegen alle übrigen Mannschaften seiner Gruppe bestritt. Die beiden Erstplatzierten jeder Gruppe qualifizierten sich für die Endrunde. Dabei wurde in einer weiteren Einfachrunde der Meister und direkte Aufsteiger in die Oberliga ausgespielt. 
Die Letzten der beiden Gruppen sollten direkt absteigen. Die Meister der Landesligen spielten in zwei regionalen Gruppen die beiden Aufsteiger aus. Kurzfristig wurde dann eine weitere Aufstockung der Gruppenliga beschlossen, sodass es keinen sportlichen Absteiger gab und alle interessierten Landesligameister nachrückten.

## Vorrunde

### Nord
|    |                   | Sp | S  | U | N  | Tore    | Punkte |
| -- | ----------------- | -- | -- | - | -- | ------- | ------ |
| 1. | EC Deilinghofen   | 12 | 11 | 0 | 01 | 157:017 | 22:02  |
| 2. | EC Hannover       | 12 | 11 | 0 | 01 | 096:023 | 22:02  |
| 3. | Essener RSC       | 12 | 08 | 0 | 04 | 061:045 | 16:08  |
| 4. | Blau-Weiß Wickede | 12 | 04 | 2 | 06 | 038:082 | 10:14  |
| 5. | Hamburger SC      | 12 | 03 | 1 | 08 | 027:092 | 07:17  |
| 6. | Altonaer SV 1893  | 12 | 02 | 1 | 09 | 024:080 | 05:19  |
| 7. | BFC Preussen      | 12 | 01 | 0 | 11 | 026:090 | 02:22  |

Abkürzungen: Sp = Spiele, S = Siege, U = Unentschieden, N = Niederlagen.

Erläuterungen: Endrunde.

### Süd
|    |                  | Sp | S  | U | N  | Tore  | Punkte |
| -- | ---------------- | -- | -- | - | -- | ----- | ------ |
| 1. | MEV 1883 München | 12 | 11 | 0 | 01 | 78:39 | 22:02  |
| 2. | EV Rosenheim     | 12 | 06 | 2 | 04 | 62:52 | 14:10  |
| 3. | SC Weßling       | 12 | 07 | 0 | 05 | 49:62 | 14:10  |
| 4. | ERV Ravensburg   | 12 | 05 | 2 | 05 | 56:43 | 12:12  |
| 5. | EV Pfronten      | 12 | 04 | 2 | 06 | 47:50 | 10:14  |
| 6. | EV Herrsching    | 12 | 03 | 1 | 08 | 41:58 | 07:17  |
| 7. | SC Ziegelwies    | 12 | 02 | 1 | 09 | 42:71 | 05:19  |

Abkürzungen: Sp = Spiele, S = Siege, U = Unentschieden, N = Niederlagen.

Erläuterungen: Endrunde.

## Endrunde
|    |                  | Sp | S | U | N | Tore  | Punkte |
| -- | ---------------- | -- | - | - | - | ----- | ------ |
| 1. | MEV 1883 München | 6  | 5 | 1 | 0 | 37:13 | 11:01  |
| 2. | EV Rosenheim     | 6  | 3 | 2 | 1 | 33:21 | 08:04  |
| 3. | EC Hannover      | 6  | 1 | 1 | 4 | 15:37 | 03:09  |
| 4. | EC Deilinghofen  | 6  | 1 | 0 | 5 | 10:23 | 02:10  |

Abkürzungen: Sp = Spiele, S = Siege, U = Unentschieden, N = Niederlagen.

Erläuterungen: Meister und Aufsteiger in die Oberliga.

## Qualifikation zur Gruppenliga1964/65

### Gruppe Nord
Für die Qualifikation konnten die Landesverbände Berlin, Bremen, Hamburg, Niedersachsen und Nordrhein-Westfalen ihre Meister melden. Berlin meldete den Gruppenliga-Absteiger BFC Preussen als Landesmeister. Bremen meldete die Bremer ERG. Der WSV Braunlage als Niedersachsenmeister soll teilgenommen haben, Ergebnisse sind aber nicht bekannt. 
- Bremer ERG – BFC Preussen Berlin 2:4, 0:8

### Gruppe Süd
Teilnehmer waren der Bayerische Landesligameister Augsburger EV, der badische Meister Mannheimer SC und der Vertreter Württembergs, Stuttgarter ERC.
|    |                 | Sp | S | U | N | Tore  | Punkte |
| -- | --------------- | -- | - | - | - | ----- | ------ |
| 1. | Augsburger EV   | 4  | 4 | 0 | 0 | 24:08 | 8:0    |
| 2. | Mannheimer SC   | 4  | 1 | 0 | 3 | 09:14 | 2:6    |
| 3. | Stuttgarter ERC | 4  | 1 | 0 | 3 | 10:21 | 2:6    |

Abkürzungen: Sp = Spiele, S = Siege, U = Unentschieden, N = Niederlagen
Erläuterung:
Aufstieg in die Gruppenliga

### Nachrücker
Zur Saison 1964/65 wurde die Gruppenliga kurzfristig aufgestockt, so dass die Teilnehmer der Qualifikation Bremer ERG, Mannheimer SC und Stuttgarter ERC nachrückten. Zusätzlich wurde der neu gegründete ERC Westfalen Dortmund aufgenommen.